# Hidroelektrana Varaždin
Hidroelektrana Varaždin ili HE Varaždin je smještena na rijeci Dravi, pokraj grada Varaždina, u sjeverozapadnom dijelu Hrvatske (Varaždinska županija), umjetno jezero je manjim dijelom u Republici Sloveniji). HE Varaždin na dionici dugoj 28,5 kilometara rijeke Drave ima više namjena: brani zemljište i naselja od poplava i erozivnog djelovanja, opskrbljuje vodom (šećeranu u Ormožu u Sloveniji), odvodnjava prekomjerno vlažno zemljište, stvara uvjete za gravitacijsku odvodnju doline i gravitacijsko natapanje zemljišta, a ima uvjete za razonodu, izletnički turizam i šport. Hidroelektrana Varaždin je izgrađena u relativno kratkom vremenu (4,5 godine), a u rad je puštena 1975. Početak izgradnje bio je 1970., a završetak i puštanje u rad elektrane 1975. Hidroelektrane na Dravi počele su se projektirati ranih sedamdesetih godina prošlog stoljeća na visokoj stručnoj razini (Elektroprojekt, Zagreb, u suradnji Građevinskim fakultetom u Zagrebu, institut Geoexpert i Institut građevinarstva Hrvatske, istražni radovi Geotehnika, Zagreb, i IGH, Zagreb). Dalekovidnost prihvaćenih zaključaka u studijama i projektima našla je svoju potvrdu tijekom uporabe.

## Tehnički podaci
HE Varaždin je najstarija višenamjenska hidroelektrana Dravskog sliva u Hrvatskoj. To je najuzvodnija hidroelektrana koja koristi potencijal rijeke Drave za proizvodnju električne energije, povećava zaštitu od poplava, omogućuje gravitacijsko natapanje poljoprivrednih površina uz dovodni kanal, te omogućuje uvjete za razvoj športa i rekreacije. HE Varaždin je derivacijska hidroelektrana s umjetnim Ormoškim jezerom (akumulacijom) za dnevno uređenje dotoka. Ukupna instalirana snaga HE Varaždin je 94 MW (2 Kaplanove turbine snage 47 MW iz 1975.). Uz HE Varaždin se nalazi i MHE Varaždin (Mala hidroelektrana Varaždin) koja ima jedan cijevni agregat snage 0,58 MW iz 1976. Raspoloživi bruto konstruktivni pad vode je 21,9 metara. Ukupni instalirani volumni protok je 500 m3/s. Koristan obujam umjetnog jezera je 2,8 hm3. Srednja godišnja proizvodnja električne energije je 447 GWh, dok je masimalna proizvodnja bila 551,3 GWh (2009.). Normalni uspor umjetnog jezera je 191 metar nad morem.

## Hidroenergetski sustav Drave
Rijeka Drava ukupne je slivne površine 42 238 km2, a protječe kroz 5 europskih država. Njena duljina u Hrvatskoj je 323 kilometra. Na Dravi su izgrađene 3 hidroelektrane: HE Varaždin (1975.), HE Čakovec (1982.) i HE Dubrava (1989.), a ukupno na cijelom toku su 22 hidroelektrane. Hidroelektrane su višenamjenske, a glavne namjene su: proizvodnja električne energije, opskrba vodom, obrana od poplava, zaštita zemljišta od izjedanja (erozija), navodnjavanje, odvodnja, promet. Hidroelektrane su niskotlačne, derivacijske i s umjetnim jezerima za potpuno dnevno i djelomično tjedno izravnanje. Sve tri hidroelektrane imaju mali agregat (proizvodnu jedinicu biološkog minimuma smještenu na brani). Osim toga, HE Čakovec ima jednu, a HE Dubrava dvije male proizvodne jedinice na lijevom drenažnom jarku. Radom sve tri hidroelektrane upravlja se daljinski iz jednog središta, iz tzv. komande lanca smještene u Varaždinu. Time se ostvaruje povećanje proizvodnje električne energije optimizacijom korištenja voda, povećanje pogonske spremnosti agregata planiranjem termina i trajanja poslova održavanja i sigurno provođenje velikih vodnih valova kroz sustav hidroelektrana.

### Poplave na Dravi
Drava je u prošlosti često plavila. Nama dostupni pisani podaci o plavljenju rijeke Drave spominju, primjerice, velike poplave i javne radove na podizanju obrambenih nasipa uz rijeku Dravu kod Varaždina (na sjednicama Hrvatskoga Sabora u Varaždinu i Zagrebu 1633., 1649., 1678., 1692. i 1698.). Poplava u rujnu 1965. bila je najveći vodni val na Dravi uzvodno od ušća Mure u proteklih 120 godina. Te godine u mjesec dana prošla su 3 vodna vala od kojih je treći dosegao najvišu razinu na vodomjernoj letvi Varaždin od +424 cm i uzrokovao poplavu u Varaždinu. Protok velike vode se procjenjuje na 2800 m3/s. Zbog znatnih šteta koje su prouzročile poplave (štete od poplave u Varaždinu 1965. godine višestruko su premašile cijenu izgradnje nasipa), tih se godina intenzivirala izgradnja obrambenih nasipa. Time je postavljena i sada aktualna granica u prostoru kojom su odijeljene zemljišne površine za poljoprivrednu proizvodnju (i druge antropogene aktivnosti) od prostora.

### Stara korita rijeke Drave
Nakon izgradnje hidroelektrana gotovo sva količina vode preusmjerena je na postrojenja za proizvodnju električne struje. Starim koritom HE Varaždin, kojim je prije tekla srednja voda od 333 m3/s, sada protiče od 10 do 12 m3/s vode. S druge strane, i dalje se javljaju velike vode koje hidroenergetski objekti ne mogu u cijelosti propustiti. To su protoci veći od 500 m3/s (oko 2 000 m3/s), koji se javljaju 1, 2 ili 3 puta godišnje u trajanju od nekoliko dana, a protječu starim koritima. Osim toga, izgradnjom hidroelektrana praktično je prekinut transport nanosa (prvenstveno šljunka). Prilikom gradnje autoceste Zagreb – Goričan, zbog velike potrebe za šljunkom, otvorili su se radovi na uređenju starog korita uz HE Čakovec. Razina vode u okolnom terenu se podigla, a velika voda postiže razinu u koritu nižu nego prije izvođenja zahvata. To je dodatni razlog da se dovrši izgradnja nasipa za obranu od velikih voda. Pri tome treba imati na umu nasip ne samo kao objekt koji štiti zaobalje od velikih voda, već i kao pregradu koja štiti prostor oko rijeke od utjecaja čovjeka.